# Pedro Manuel Benítez
Pedro Manuel Benítez Arpolda (12 de janeiro de 1901 - 31 de janeiro de 1974) foi um futebolista paraguaio que atuava como goleiro. Ele competiu na Copa do Mundo FIFA de 1930, sediada no Uruguai, na qual a seleção de seu país terminou na nona colocação dentre os treze participantes.